# 水澤車站
水澤車站（日语：〔〕／ Mizusawa eki */?）是一由東日本旅客鐵道（JR東日本）與日本貨物鐵道（JR貨物）所共用的鐵路車站，位於日本岩手縣奧州市水澤區東大通1丁目。水澤是JR東北本線沿線的車站，也是所在地奧州市的主車站，管轄上位於JR東日本盛岡支社的範圍之內，設有綠窗口（みどりの窓口）、NEWDAYS便利店與立食麵店、觀光服務所等設施。距離本站最近的新幹線車站是東北新幹線的水澤江刺車站，兩站相距約4公里，由岩手縣交通與奧州市社區巴士開行的公車路線做為接駁。 
除了客運業務外，在JR東日本所屬的客運車站西側，可以見到隸屬於JR貨物的貨運車站，設有可供一列貨櫃運輸列車進行裝卸貨的貨櫃月台。目前在水澤貨運車站停車的車種，是行駛於東北本線上的高速貨物列車，包括每日兩列下行與一列上行列車，其中上行列車是發自名古屋貨運總站（名古屋貨物ターミナル駅）。
自1963年開始，每年水澤車站的月台就會慣例地裝上南部風鈴作為裝飾，這些風鈴在1996年由日本環境廳（今日的環境省）選為日本音風景百選（日本の音風景100選）之一。

## 車站結構
側式月台1面1線與島式月台1面2線，合計2面3線的地面車站。各月台以跨線天橋連接。

### 月台配置
| 月台 | 路線      | 方向 | 目的地                 | 備註     |
| ---- | --------- | ---- | ---------------------- | -------- |
| 1    | ■東北本線 | 下行 | 北上、花卷、盛岡方向   |          |
| 2    | ■東北本線 | 下行 | 北上、花卷、盛岡方向   | 此站始發 |
| 2    | ■東北本線 | 上行 | 平泉、一之關、仙台方向 | 待避列車 |
| 3    | ■東北本線 | 上行 | 平泉、一之關、仙台方向 |          |

## 相鄰車站
東日本旅客鐵道
■東北本線
□快速「阿弖流為」（只限早上下行1班）
水澤 → 北上
■普通
陸中折居－水澤－金崎

## 外部連結
- （日語）水澤車站（JR東日本） （页面存档备份，存于）